# المجلة الطبية الأسترالية
المجلة الطبية الأسترالية (بالإنجليزية: Medical Journal of Australia)‏ هي مجلة طبية يراجعها النظراء تنشر 22 مرة في السنة. هي المجلة الرسمية للجمعية الطبية الأسترالية التي نشرتها وايلي للنشر نيابة عن الشركة الأسترالية للنشر الطبي.
تنشر المجلة مقالات افتتاحية، أبحاث أصلية، ملخصات إرشادية، مراجعات سردية، وجهات نظر، تعليم طبي، تأملات، ورسائل. النص الكامل لكل الأعداد المنشورة منذ يناير 2002 متاح على الإنترنت.